# Winthrop (Maine)
Winthrop – miasto w Stanach Zjednoczonych, w stanie Maine, w hrabstwie Kennebec.